# Gerrit Patist
Gerrit Patist (De Bilt, 23 augustus 1947 – De Bilt, 2 augustus 2005) was een Nederlands beeldhouwer en keramist.

## Loopbaan
Patist bezocht de academie in Utrecht en heeft vele kunstwerken vervaardigd, meest beeldhouwwerken en keramiek, maar hij werkte ook met penseel en inkt. Hij was altijd op zoek naar materiaal voor beelden of keramiek, wat hem op de vreemdste plekken in Europa heeft gebracht en waar hij de juiste steen kon vinden voor de uitvoering van zijn ideeën. De reizen en de ervaringen zijn voelbaar in het steen, of zichtbaar in zijn schilderijen.
Gerrit Patist heeft tot op zijn laatste dag in zijn atelier nog gewerkt aan beelden. Hij overleed op 57-jarige leeftijd aan leukemie.